# Dialetto fiammingo occidentale

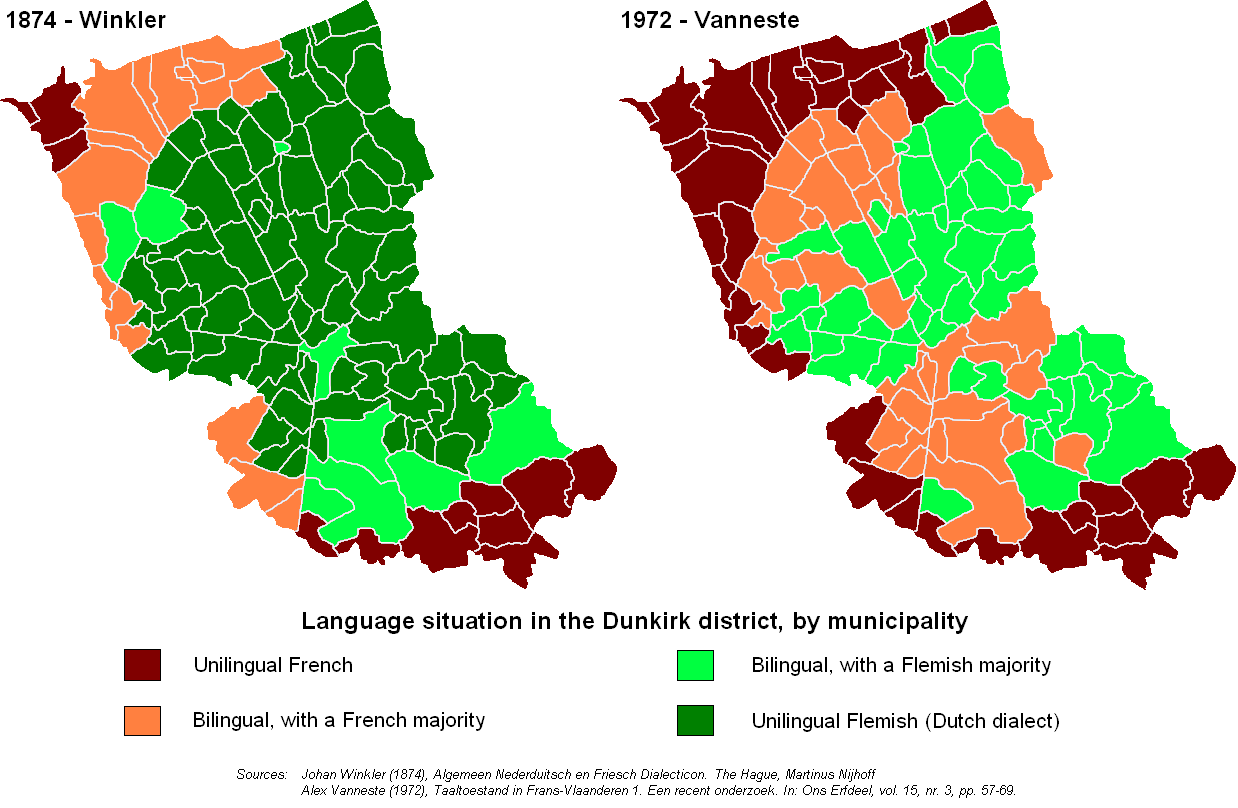
Evoluzione linguistica nell'area di Dunquerque

Il fiammingo occidentale (nome nativo West-Vlams) è un dialetto della lingua olandese parlato nei Paesi Bassi (segnatamente nella regione delle Fiandre zelandesi, in Zelanda), nel Belgio (Fiandre Occidentali, in Fiandre), e nelle Fiandre francesi nella variante Frans-Vlaams.
Sebbene il fiammingo occidentale abbia qualche somiglianza con la lingua afrikaans, parlata in Sudafrica e in Namibia, le particolarità grammaticali di quest'ultima (mancanza quasi totale di coniugazione del verbo e dell'imperfetto, negazione doppia, un solo genere grammaticale) ne fanno una lingua a sé stante.